# Ginger Baker's Air Force
Ginger Baker's Air Force es un supergrupo de jazz fusión formado por el baterista Ginger Baker.

## Historia

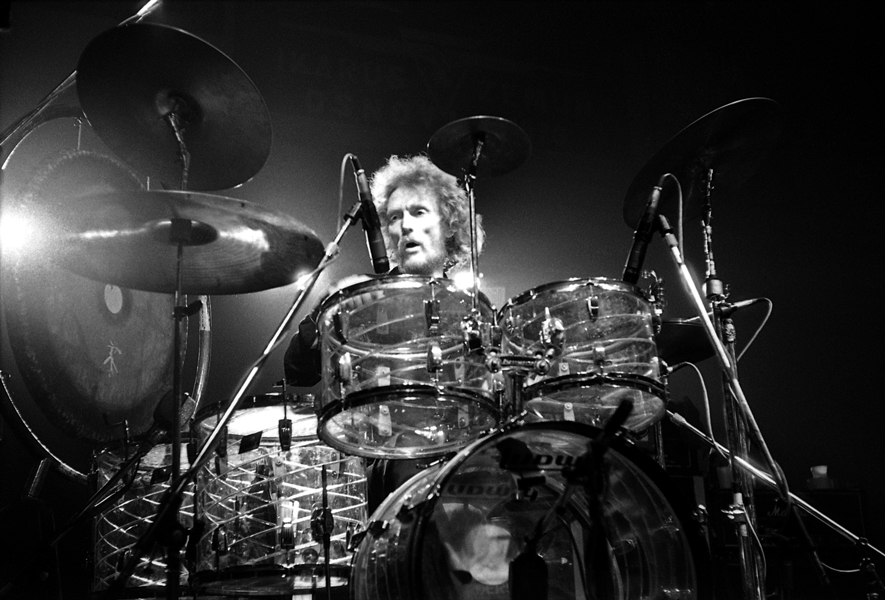
Ginger Baker, fundador de la agrupación.

La banda se formó a finales de 1969 tras la disolución de Blind Faith. En las formaciones de la banda estuvieron Ginger Baker, Steve Winwood, Ric Grech, Jeanette Jacobs, Denny Laine, Phil Seamen, Alan White, Chris Wood, Graham Bond, Harold McNair, Remi Kabaka, etc.
Sus primeras presentaciones en vivo, en el Ayuntamiento de Birmingham en 1969 y en el Royal Albert Hall en 1970, también incluyeron a Eleanor Barooshian (tanto Jacobs como Barooshian fueron miembros del grupo femenino The Cake). La banda lanzó dos álbumes, ambos en 1970: Ginger Baker's Air Force y Ginger Baker's Air Force 2. El segundo álbum involucró personal sustancialmente diferente al primero, siendo Ginger Baker y Graham Bond las principales constantes entre los álbumes.

### Reunión
A finales de 2015 Baker anunció que saldría de gira en 2016 con una nueva versión de la agrupación. La banda tocó en Londres el 26 de enero de 2015. La actuación fue más corta y Baker tuvo que hacer muchas pausas debido a una lesión que había sufrido anteriormente. A finales de febrero de 2016 se canceló toda la gira debido a que los médicos habían diagnosticado a Baker con "problemas cardíacos graves", esto debido a su larga edad, Baker murió en octubre de 2019.

## Discografía

### Álbumes
- 1970 - Ginger Baker's Air Force
- 1970 - Ginger Baker's Air Force 2

### Compilados
- 1971 - Free Kings
- 1972 - Once Upon A Time
- 1973 - Pop Giants
- 1974 - Pop History